# Tour de France 1993
Tour de France 1993 var den 80. udgave af Tour de France og blev arrangeret fra 3. til 25. juli 1993. Miguel Indurain vandt samlet for tredje gang.

## Samlede resultat
|    | Rytter             | Hold                  | Tid      |
| -- | ------------------ | --------------------- | -------- |
| 1  | Miguel Indurain    | Team Banesto          | 95:57.09 |
| 2  | Tony Rominger      | Mapei                 | + 4.59   |
| 3  | Zenon Jaskuła      | GB-MG                 | + 5.48   |
| 4  | Álvaro Mejía       | Motorola-Merckx       | + 7.29   |
| 5  | Bjarne Riis        | Ceramiche Ariostea    | + 16.26  |
| 6  | Claudio Chiappucci | Carrera Jeans-Tassoni | + 17.18  |
| 7  | Johan Bruyneel     | ONCE                  | + 18.04  |
| 8  | Andrew Hampsten    | Motorola-Merckx       | + 20.14  |
| 9  | Pedro Delgado      | Team Banesto          | + 23.57  |
| 10 | Vladimir Poulnikov | Carrera Jeans-Tassoni | + 25.29  |

## Etaperne
| Dato     | Etape    | Strækning                                   | km       | Etapevinder              | Samlet            |
| -------- | -------- | ------------------------------------------- | -------- | ------------------------ | ----------------- |
| 3. juli  | Prolog   | Puy du Fou (enkeltstart)                    | 6,8 km   | Miguel Indurain          | Miguel Indurain   |
| 4. juli  | 1        | Luçon – Les Sables-d'Olonne                 | 215 km   | Mario Cipollini          | Miguel Indurain   |
| 5. juli  | 2        | Les Sables-d'Olonne – Vannes                | 227,5 km | Wilfried Nelissen        | Wilfried Nelissen |
| 6. juli  | 3        | Vannes – Dinard                             | 189,5 km | Djamolidine Abdoujaparov | Wilfried Nelissen |
| 7. juli  | 4        | Dinard – Avranches (holdtidskørsel)         | 81 km    | GB-MG Maglificio         | Mario Cipollini   |
| 8. juli  | 5        | Avranches – Évreux                          | 225,5 km | Jesper Skibby            | Wilfried Nelissen |
| 9. juli  | 6        | Évreux – Amiens                             | 158 km   | Johan Bruyneel           | Mario Cipollini   |
| 10. juli | 7        | Péronne – Châlons-sur-Marne                 | 199 km   | Bjarne Riis              | Johan Museeuw     |
| 11. juli | 8        | Châlons-sur-Marne – Verdun                  | 184,5 km | Lance Armstrong          | Johan Museeuw     |
| 12. juli | 9        | Lac de Madine (enkeltstart)                 | 59 km    | Miguel Indurain          | Miguel Indurain   |
| 13. juli | Hviledag | Hviledag                                    | Hviledag | Hviledag                 | Hviledag          |
| 14. juli | 10       | Villard-de-Lans – Serre Chevalier           | 203 km   | Tony Rominger            | Miguel Indurain   |
| 15. juli | 11       | Serre Chevalier – Isola 2000                | 179 km   | Tony Rominger            | Miguel Indurain   |
| 16. juli | 12       | Isola – Marseille                           | 286 km   | Fabio Roscioli           | Miguel Indurain   |
| 17. juli | 13       | Marseille – Montpellier                     | 181,5 km | Olaf Ludwig              | Miguel Indurain   |
| 18. juli | 14       | Montpellier – Perpignan                     | 223 km   | Pascal Lino              | Miguel Indurain   |
| 19. juli | 15       | Perpignan – Andorra/Pal                     | 231,5 km | Oliverio Rincon          | Miguel Indurain   |
| 20. juli | Hviledag | Hviledag                                    | Hviledag | Hviledag                 | Hviledag          |
| 21. juli | 16       | Andorra – Saint-Lary-Soulan                 | 230 km   | Zenon Jaskuła            | Miguel Indurain   |
| 22. juli | 17       | Tarbes – Pau                                | 190 km   | Claudio Chiappucci       | Miguel Indurain   |
| 23. juli | 18       | Orthez – Bordeaux                           | 199,5 km | Djamolidine Abdoujaparov | Miguel Indurain   |
| 24. juli | 19       | Brétigny-sur-Orge – Montlhéry (enkeltstart) | 48 km    | Tony Rominger            | Miguel Indurain   |
| 25. juli | 20       | Viry-Châtillon – Paris (Champs-Élysées)     | 196,5 km | Djamolidine Abdoujaparov | Miguel Indurain   |

## Galleri
- Miguel Indurain vandt samlet, og tog to etapesejre
- Zenon Jaskuła blev nummer tre, og tog en etapesejr
- Claudio Chiappucci blev nummer seks, og tog en etapesejr
- Andy Hampsten blev nummer otte